# Ernst von Carnap-Quernheimb

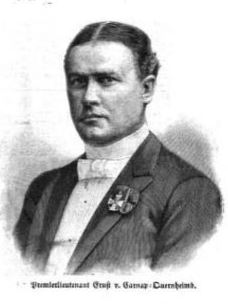
Ernst von Carnap-Quernheimb

Ernst Karl Georg Hans Leonhard von Carnap-Quernheimb (* 10. September 1863 in Oppeln (heute Opole); † 1. Dezember 1945 in Hirschberg im Riesengebirge (heute Jelenia Góra)) war ein deutscher Afrikaforscher.

## Leben
Ernst von Carnap-Quernheimb wurde als Sohn des deutschen Offiziers Georg von Carnap-Quernheimb in Oberschlesien geboren. Er besuchte die Kadettenanstalten von Oranienstein und Lichterfelde. 1882 trat er in das Ostpreußische Feldartillerie-Regiment Nr. 1 und 1885 in die Deutsch-Ostafrikanische Gesellschaft ein.
In den Jahren 1885 und 1888 bereiste von Carnap-Quernheimb die Küsten Ostafrikas. Dazu zählte auch das Sultanat Witu sowie die Somaliküste, die damals das Ziel deutscher Kolonialbestrebungen war. Unter der Leitung von Gustav Hörnecke half er im Auftrag der Deutsch-Ostafrikanischen Gesellschaft, entsprechende „Verträge“ mit Lokalherrschern abzuschließen, was letztlich misslang. Auf Lamu erwarb er jedoch eigene Ländereien und legte Pflanzungen an. In den Jahren 1894 und 1895 war er zusammen mit dem Arzt Richard Doering Teilnehmer der von Hans Gruner geleiteten Togo-Hinterlandexpedition. Als einziger Europäer der Expedition befuhr von Carnap-Quernheimb den Niger flussabwärts bis zur Mündung und kehrte über Lagos nach Lome zurück. Unter seinen afrikanischen Begleitern befanden sich zahlreiche Erkrankte, die er wohlbehalten zurück nach Togo brachte. Im Norden Togos gründete von Carnap-Quernheimb die Station Sansane-Mangu. Im Jahr 1896 übernahm er die Leitung der Jaunde-Station in Kamerun. Von dort aus unternahm er in den Jahren 1897 und 1898 eine ausgedehnte Expedition in den Südosten der Kolonie bis an den Ngoko. Damit begann die Erschließung der späteren Bezirke Dume und Molunde. Bei dieser Expedition erreichte er als einer der ersten Europäer den Dscha. Unter der Leitung von Oltwig von Kamptz und Curt von Pavel war er Mitglied weiterer, teils militärischer, Expeditionen im Hinterland von Kamerun. Dabei kam es unter anderem zu gewaltsamen Auseinandersetzungen mit dem Volk der Maka, die sich gegen die deutsche Kolonialherrschaft erhoben. 
Von 1898 bis 1900 war von Carnap-Quernheimb à la suite der Schutztruppe für Kamerun.